# Saint-Lupien

Saint-Lupien este o comună în departamentul Aube din nord-estul Franței. În 1 ianuarie 2022 avea o populație de 231 de locuitori.